# The Chiffons
The Chiffons was een Amerikaanse meidengroep uit de jaren 1960, bestaande uit Pat Bennett, Judy Craig (tot 1968), Barbara Lee Jones en Sylvia Peterson (vanaf 1963).

## Carrière
De groep werd opgericht in 1960 door drie klasgenoten die samen de James Monroe High School in het stadsdeel The Bronx in New York bezochten. De toen 14-jarige Judy Craig zong de lead. Samen met haar vormden de toen 13-jarige Patricia Bennett en Barbara Lee de groep. Toevallig maakten ze kennis met Ronnie Mack, die een platencontract bemiddelde bij Big Deal Records. Ze coverden vervolgens het nummer Tonight's the Night van The Shirelles. In september 1960 haalden beide singles de pophitlijst, maar de versie van The Chiffons bracht het niet verder dan de 76e plaats. Meer singles verschenen er niet meer bij Big Deal Records. De groep moest twee jaar wachten voor er nieuwe platen werden uitgebracht. Ondertussen werkten ze als achtergrondgroep bij plaatopnamen. In 1962 publiceerde de groep een single bij Wildcat Records en een andere bij Rprs Records, maar zonder succes.
In de herfst van 1962 probeerde Ronnie Mack zijn lied He's so Fine onder te brengen bij de nieuw opgerichte productiefirma Bright Tunes, die was opgericht door de leden van The Tokens. Het nummer sloeg aan, en Mack moest een geschikte groep vinden voor de plaatopname. Hij vulde The Chiffons aan met een vierde zangeres, Sylvia Peterson. In december 1962 verscheen de single met als B-kant Oh My Lover. In februari 1963 behaalden ze met het nummer He's so Fine de toppositie van de Amerikaanse pophitlijst. De single bleef vier weken op nummer 1 en bezette eveneens vier weken de toppositie in de r&b-hitlijst. George Harrison kreeg later het verwijt deze song te hebben gekopieerd in zijn single My Sweet Lord, waardoor hij na een rechtszaak twee derde van zijn verdiensten aan de erven van de oorspronkelijke songwriter Ronnie Mack moest afdragen. Harrisons werk geldt tegenwoordig als het beroemdste ongewilde plagiaat in de muziekgeschiedenis.
Terwijl de daaropvolgende single Lucky Me een complete flop werd, kwamen ze met One Fine Day (5e plaats) opnieuw in de top 40. De titel - een compositie van Carole King en Gerry Goffin - werd eveneens door The Tokens geproduceerd. De single haalde in de r&b-hitlijst de 6e plaats en in Groot-Brittannië de 29e plaats.
In dezelfde tijd publiceerden The Chiffons bij Rust Records, een sublabel van Laurie Records, platen onder de groepsnaam The Four Pennies. Hun singles My Block en When the Boy's Happy (The Girl's Happy Too) haalden maar een lage klassering in de pophitlijst.
In de loop van 1963 traden The Chiffons op in de fameuze tv-shows van die tijd: American Bandstand, Shindig en Hullabaloo. In de herfst en winter van 1963 hadden The Chiffons met A Love so Fine en I have a Boyfriend nog eens korte tijd top 40-hits. Het nummer I Have a Boyfriend werd gecomponeerd door Jeff Barry, Ellie Greenwich en The Tokens en geproduceerd door The Tokens.
Tijdens de Britse invasie van 1964 en 1965 hadden The Chiffons nog enkele kleinere hits met Sailor Boy en Nobody Knows What's Goin' On (In My Mind But Me). In de zomer van 1966 hadden ze met Sweet Talkin' Guy hun laatste top 10-hit. In de loop van 1966 kwamen nog de twee Out Of This World en Stop, Look and Listen uit, weliswaar op lagere posities in de hitlijst, maar de successen waren verleden tijd. Tot 1969 verschenen vier andere singles bij Laurie Records, maar die vielen buiten de boot, net als Secret Love (1969) bij BTP Records en So Much In Love (1970) bij Buddah Records. Een poging tot comeback in het midden van de jaren 1970 werd na twee succesloze singles bij het Laurie-label gestaakt.

## Discografie

### Singles
- 1960:	Tonight's the Night (met The Isley Brothers)
- 1963:	He's So Fine
- 1963:	One Fine Day
- 1963:	My Block
- 1963:	A Love so Fine
- 1963:	When the Boy's Happy (The Girl's Happy Too)
- 1963:	I Have a Boyfriend
- 1964:	Sailor Boy
- 1964: Easy to Love (So Hard to Get)
- 1965: Tonight I’m Gonna Dream
- 1965:	Nobody Knows What's Goin' On (In My Mind but Me)
- 1966:	Sweet Talkin' Guy
- 1966:	Out of This World
- 1966:	Stop, Look and Listen
- 1966: My Boyfriend’s Back
- 1967: If I Knew Then (What I Know Now)
- 1968: Just for Tonight
- 1968: Keep the Boy Happy
- 1968: Up on the Bridge
- 1968: March (Promo)
- 1969: Love Me Like You’re Gonna Lose Me
- 1970: Secret Love
- 1970: So Much in Love
- 1975: My Sweet Lord
- 1976: Dream, Dream, Dream

### Albums
- 1963:	He's so Fine
- 1963: The Chiffons
- 1966:	Sweet Talkin' Guy
- 1970: My Secret Love
- 19??: Starring the Isley Brothers and the Chiffons (met The Isley Brothers en Charlie Francis)

### Compilaties
- 1966: Lou Christie and the Classics (met Lou Christie en The Isley Brothers)
- 1975: Everything You Always Wanted to Hear by the Chiffons but Couldn't Get
- 1976: Greatest Hits
- 1979: Sing the Hits of the 50's & 60's
- 1980: Classic Cuts (EP)
- 1981: Everything You Always Wanted to Hear by the Chiffons … But Couldn't Get
- 1981: 16 Big Hits
- 1985: Flips, Flops & Rarities
- 1985: Doo-Lang, Doo-Lang, Doo-Lang
- 1988: The Best of the Chiffons
- 1990: Greatest Recordings
- 1991: Greatest Hits
- 1991: The Fabulous Chiffons
- 1994: Boys! Boys! Boys!
- 1996: The Best of the Chiffons
- 1996: Greatest Hits
- 2004: Absolutely the Best!
- 2006: Sweet Talkin' Girls – The Best of the Chiffons (2 cd's)

### NPO Radio 2 Top 2000
Van The Chiffons stond alleen He's so fine in 2000 in de NPO Radio 2 Top 2000, op plek 1964.